# Didier Daix
Didier Wachthausen, dit Didier Daix né à Sannoiz le 26 juillet 1905 décédé à Clichy le 20 juin 1971, est un critique dramatique et cinématographique, auteur dramatique, auteur de chansons et acteur français. Il est également l'auteur d'une novélisation : Monsieur... Mademoiselle : roman d'après le film interprété par Bébé Daniels. Paris : J. Ferenczi & Fils, 1930. Collection Ciné-Volume, no 9. D'après le film She's a Sheik, réalisé par Clarence G. Badger en 1927. 

## Filmographie

### Acteur
- 1961 : La Belle Américaine de Robert Dhéry : Bernapic

### Auteur
- 1957 : Comment tuer un oncle à héritage de Nigel Patrick, d'après la pièce Il faut tuer Julie

## Chansons

### Auteur de chansons
- Mon bandit corse, chanson interprétée par Marie Bizet, musique de Marguerite Monnot

## Critique cinématographique
Nombreux articles dans Pour vous avant-guerre ; dans Ciné-Mondial pendant l'Occupation (du 8 août 1941 au 12 mai 1944) ; dans L'Écran français (1948)

## Auteur dramatique
- Il faut tuer Julie, à l'origine du film Comment tuer un oncle à héritage
- La Fée (1958), mise en scène de Mady Berry (L'Avant-Scène-Fémina théâtre no 187)